# Badea Cârțan
Badea Cârțan (en català germà Cârțan – el sobrenom comú de Gheorghe Cârțan; 24 de gener de 1849 – 7 d'agost de 1911) va ser un pastor d'ètnia romanesa autodidacta que va lluitar per la independència dels romanesos de Transsilvània (aleshores sota el domini hongarès dins Àustria-Hongria), distribuint llibres en llengua romanesa que portava secretament de Romania als seus pobles. En total va passar de contraban uns 200.000 llibres per a alumnes, sacerdots, mestres i pagesos; va utilitzar diverses rutes per passar per les muntanyes de Făgăraş.
Va néixer a Cârțișoara, l'actual comtat de Sibiu, segon fill de camperols pobres (Nicolae i Ludovica) antics serfs, i va passar la seva infantesa pasturant ovelles a la vora del seu poble. Malgrat els seus posteriors encontres amb la fama, sempre tornaria a aquesta activitat. Va esdevenir el cap de la seva família el 2 d'octubre de 1865 amb la mort del seu pare.

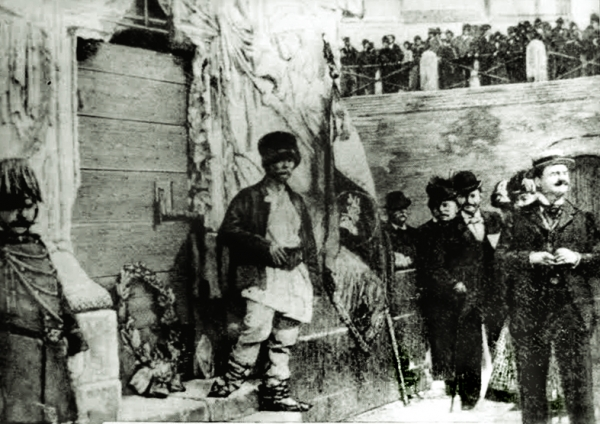
Badea Cârțan a Roma, a la base de la Columna de Trajà.

Cârţan va creuar per primera vegada les muntanyes cap a l'Antic Imperi Romanès amb les seves ovelles i un amic als 18 anys, i va ser en aquell moment quan el seu interès per la unitat nacional romanesa es va fer poderós. El 1877 es va inscriure com a voluntari a la Guerra de la Independència de Romania, servint fins al 1881. El 1895 va viatjar a Vác i Szeged per visitar romanesos empresonats, inclosos els signants del Memoràndum de Transsilvània. El mateix Badea Cârțan va ser arrestat dues vegades: una perquè va demanar a l'emperador, el rei Franz Joseph de Viena, l'autodeterminació de Transsilvània, i una altra perquè va demanar permís a les autoritats per vendre llibres romanesos.
Cârțan va fer un viatge a peu fins a Roma, i quan va arribar a la vora de la ciutat després de 45 dies, va dir: "Bine te-am găsit, maica Roma" ("Encantat de conèixer-te, mare Roma"). Volia veure amb els seus propis ulls la Columna de Trajà, així com altres evidències de l'origen llatí del poble romanès. Després d'abocar terra romanesa i blat a la base de la columna, es va embolicar amb un abric de pagès (cojoc) i es va adormir a la base de la columna. L'endemà va ser despertat per un policia que va cridar meravellat: "Un daci ha caigut de la columna!", ja que Cârţan anava vestit igual que els dacis esculpits a la columna; l'esdeveniment va ser informat als diaris romans i Duiliu Zamfirescu, representant romanès a Itàlia, li va mostrar la ciutat i li va presentar les seves personalitats importants. Aquest viatge de gener-febrer de 1896 no va ser sinó una de les tres visites a Roma; la darrera, l'octubre de 1899, amb motiu d'una reunió del Congrés Internacional dels Orientalistes, va dipositar una corona de flors a la base de la columna.
Cârțan també va visitar França, Espanya, Bèlgica, Suïssa, Alemanya, Egipte i Jerusalem.
Va ser enterrat a Sinaia, en sòls de la Romania independent (Transsilvània encara està a set anys de la seva unió amb Romania després de la Primera Guerra Mundial); a la creu de pedra sobre la seva tomba hi ha inscrita la frase: "Aici doarme Badea Cârțan visând întregirea neamului său" ("Aquí rau Badea Cârțan somiant amb la unitat del seu poble").